# Dam betulim
Dam betulim (literalmente en hebreo: «sangre [de la] virgen[al]») es la emisión de sangre vaginal que se exuda la primera vez que una mujer tiene relaciones sexuales y se penetra su himen. En el judaísmo, esto suele ocurrir la primera noche de matrimonio.
Después de que la sangre exuda, la mujer se convierte en un niddah y la pareja debe abstenerse de tener más relaciones sexuales hasta que la mujer complete su próximo ciclo menstrual.